# خوزه کوتو
خوزه کوتو (به انگلیسی: José Couto) (زادهٔ ۲۷ فوریهٔ ۱۹۷۸) شناگر اهل پرتغال است.